# Lista de filmes perdidos (1925-29)
Esta é uma lista de  filmes perdidos que foram lançados de 1925 até 1929.
| Ano  | Filme                                                        | Diretor                                 | Elenco | Notas | Ref           |
| ---- | ------------------------------------------------------------ | --------------------------------------- | --- | --- | ------------- |
| 1925 | Ace of Spades                                                | Henry MacRae                            | William Desmond Mary McAllister | Seriado de western em 15 partes.. | [ 1 ]         |
| 1925 | The Adventurous Sex                                          | Charles Giblyn                          | Clara Bow, Herbert Rawlinson, Earle Williams | | [ 2 ]         |
| 1925 | Corazón Aymara                                               | Pedro Sambarino                         | | Primeiro filme boliviano de ficção. | [ 3 ]         |
| 1925 | The Dark Angel                                               | George Fitzmaurice                      | Vilma Bánky, Ronald Colman | Chamado pelo New York Times com um dos dez melhores filme de 1925. | [ 4 ]         |
| 1925 | The Fighting Heart                                           | John Ford                               | George O'Brien, Billie Dove | | [ 5 ]         |
| 1925 | The Fighting Ranger                                          | Jay Marchant                            | Jack Dougherty, Eileen Sedgwick | Seriado de western com 18 episódios. | [ 6 ]         |
| 1925 | The Great Circus Mystery                                     | Jay Marchant                            | Joe Bonomo, Louise Lorraine | Seriado em 15 capítulos. | [ 7 ]         |
| 1925 | Heartbound                                                   | Glen Lambert                            | Ranger Bill Miller, Bess True | Um dos primeiros filme em 3D. | [ 8 ]         |
| 1925 | His Supreme Moment                                           | George Fitzmaurice                      | Blanche Sweet, Ronald Colman, Anna May Wong | Algumas sequências usaram Technicolor. | [ 9 ]         |
| 1925 | Idaho                                                        | Robert F. Hill                          | Mahlon Hamilton, Vivian Rich | Seriado em 10 partes. | [ 10 ]        |
| 1925 | Kiss Me Again                                                | Ernst Lubitsch                          | Marie Prevost, Monte Blue, Clara Bow | Filme popular da Warner Bros. | [ 11 ]        |
| 1925 | The Lawful Cheater                                           | Frank O'Connor                          | Clara Bow, David Kirby, Raymond McKee | | [ 12 ]        |
| 1925 | Madame Sans-Gêne                                             | Léonce Perret                           | Gloria Swanson | O trailer ainda existe. | [ 13 ]        |
| 1925 | A Man of Iron                                                | Whitman Bennett                         | Lionel Barrymore, Mildred Harris | | [ 14 ]        |
| 1925 | Man spielt nicht mit der Liebe (One Does Not Play with Love) | Georg Wilhelm Pabst                     | Werner Krauss | | [ 15 ]        |
| 1925 | Perils of the Wild                                           | Francis Ford                            | Joe Bonomo, Margaret Quimby | Seriado em 15 episódios. | [ 16 ]        |
| 1925 | Play Ball                                                    | Spencer Gordon Bennet                   | Walter Miller, Allene Ray | Seriado em dez partes. | [ 17 ]        |
| 1925 | The Prophecy of the Lake                                     | José Maria Velasco Maidana              | | Segundo filme boliviano de ficção. Foi banido e nunca lançado. |               |
| 1925 | A Slave of Fashion                                           | Hobart Henley                           | Norma Shearer | | [ 18 ]        |
| 1925 | The Scarlet Streak                                           | Henry MacRae                            | Jack Dougherty, Lola Todd | Seriado em 10 episódios. | [ 19 ]        |
| 1925 | That Royle Girl                                              | D. W. Griffith                          | W. C. Fields | Griffith usou 24 hélices de avião para criar uma sequência com tornado. | [ 20 ] [ 21 ] |
| 1925 | Thank You                                                    | John Ford                               | Alec B. Francis, Jacqueline Logan | | [ 22 ]        |
| 1925 | A Thief in Paradise                                          | George Fitzmaurice                      | Doris Kenyon, Ronald Colman, Aileen Pringle | | [ 23 ]        |
| 1925 | The Tower of Lies                                            | Victor Seastrom                         | Lon Chaney, Norma Shearer, Ian Keith | | [ 24 ]        |
| 1925 | We Moderns                                                   | John Francis Dillon                     | Colleen Moore | Continuação do filme Flaming Youth de Moore de 1923. | [ 25 ]        |
| 1925 | Wild West                                                    | Robert F. Hill                          | Jack Mulhall, Helen Ferguson | Seriado em 10 capítulos. | [ 26 ]        |
| 1926 | Arirang                                                      | Na Woon-gyu                             | Na Woon-gyu | Houve rumores de que uma cópia deste filme coreano estava em poder de um colecionador japonês que morreu em fevereiro de 2005.                                                                                        | [ 27 ]        |
| 1926 | The Bar-C Mystery                                            | Robert F. Hill                          | Dorothy Phillips, Wallace MacDonald | Seriado de western em dez partes. | [ 28 ]        |
| 1926 | The Boy Friend                                               | Monta Bell                              | Marceline Day, John Harron, Gwen Lee | Houve rumores de que foi mostrado no canal Turner Classic Movies. | [ 29 ]        |
| 1926 | The Cat's Pajamas                                            | William A. Wellman                      | Betty Bronson | | [ 30 ]        |
| 1926 | The Fighting Marine                                          | Spencer Gordon Bennet                   | Gene Tunney, Marjorie Day | Seriado em dez episódios. | [ 31 ]        |
| 1926 | Fighting with Buffalo Bill                                   | Ray Taylor                              | William F. Cody, George H. Plympton, William Lord Wright | | [ 32 ]        |
| 1926 | Gwiaździsta eskadra                                          | Leonard Buczkowski                      | Barbara Orwid | Estória de americanos na 7ª Esquadrilha do Ar polonesa lutando contra os Bolcheviques durante a Guerra Polaco-Soviética em 1918–1920. Todas as cópias foram roubadas ou destruídas pelo Exército Soviético após 1945. | [ 33 ] [ 34 ] |
| 1926 | Gwiaździsta eskadra                                          | Leonard Buczkowski                      | Barbara Orwid | Estória de americanos na 7ª Esquadrilha do Ar polonesa lutando contra os Bolcheviques durante a Guerra Polaco-Soviética em 1918–1920. Todas as cópias foram roubadas ou destruídas pelo Exército Soviético após 1945. | [ 33 ] [ 34 ] |
| 1926 | Hearts and Fists                                             | Lloyd Ingraham                          | John Bowers, Marguerite De La Motte, Alan Hale Sr. | Um dos três filmes conhecidos do H.C. Weaver Studios | [ 35 ]        |
| 1926 | London                                                       | Herbert Wilcox                          | Dorothy Gish | Está na lista BFI 75 Most Wanted. | [ 36 ]        |
| 1926 | The Mountain Eagle                                           | Alfred Hitchcock                        | Nita Naldi | O único longa-metragem perdido de Hitchcock. | [ 37 ] [ 38 ] |
| 1926 | The Radio Detective                                          | William James Craft, William A. Crinley | Jack Dougherty, Margaret Quimby | Seriado em 10 episódios. | [ 39 ]        |
| 1926 | The Road to Glory                                            | Howard Hawks                            | May McAvoy | Primeiro filme oficial de Hawks como direitor. | [ 40 ]        |
| 1926 | Snowed In                                                    | Spencer Gordon Bennet                   | Allene Ray, Walter Miller | Seriado em 10 episódios. | [ 41 ]        |
| 1926 | A Social Celebrity                                           | Malcolm St. Clair                       | Adolphe Menjou, Louise Brooks | Em 1957, havia uma cópia deteriorada, mas foi perdida em um incêndio. | [ 42 ]        |
| 1926 | Stop, Look and Listen                                        | Larry Semon                             | Oliver Hardy | | [ 43 ]        |
| 1926 | Strings of Steel                                             | Henry MacRae                            | William Desmond, Eileen Sedgwick | | [ 44 ]        |
| 1926 | Sweeney Todd                                                 | George Dewhurst                         | G.A. Baughan | A primeira de diversas adaptações em filme do personagem Sweeney Todd. | [ 45 ]        |
| 1926 | A Trip to Chinatown                                          | Robert P. Kerr                          | Margaret Livingston, Earle Foxe, J. Farrell MacDonald | | [ 46 ]        |
| 1926 | The Winking Idol                                             | Francis Ford                            | William Desmond, Eileen Sedgwick | Seriado de western em 10 episódios. | [ 47 ]        |
| 1926 | A Woman of the Sea                                           | Josef von Sternberg                     | Edna Purviance | Produzido por Charlie Chaplin. O próprio Chaplin o destruiu em 1933. Fotos da produção ainda existem. | [ 48 ] [ 49 ] |
| 1927 | Babe Comes Home                                              | Ted Wilde                               | Babe Ruth, Anna Q. Nilsson | Babe Ruth estrela o longa metragem como ele próprio nesta comédia. | [ 50 ]        |
| 1927 | Blake of Scotland Yard                                       | Robert F. Hill                          | Hayden Stevenson, Grace Cunard | Seriado em 12 episódios. | [ 51 ]        |
| 1927 | The Broncho Twister                                          | Orville O. Dull                         | Tom Mix, Helene Costello | | [ 52 ] [ 53 ] |
| 1927 | The Callahans and the Murphys                                | George W. Hill                          | Marie Dressler, Polly Moran | Este filme causou alguma controvérsia devido à sua representação estereotipada do povo irlandês. MGM retirou o filme da distribuição.                                                                                 | [ 54 ]        |
| 1927 | Camille                                                      | Fred Niblo                              | Norma Talmadge | | [ 55 ]        |
| 1927 | The Chinese Parrot                                           | Paul Leni                               | Marian Nixon, Florence Turner, Hobart Bosworth | | [ 56 ]        |
| 1927 | The City Gone Wild                                           | James Cruze                             | Louise Brooks | Um dos primeiros filmes de gangster, com títulos de Herman J. Mankiewicz. | [ 57 ]        |
| 1927 | The College Widow                                            | Archie Mayo                             | Dolores Costello | Segunda adaptação da peça teatral de George Ade | [ 58 ]        |
| 1927 | The Conjure Woman                                            | Oscar Micheaux                          | Evelyn Preer | | [ 59 ]        |
| 1927 | The Devil Dancer                                             | Fred Niblo                              | Gilda Gray, Clive Brook, Anna May Wong | | [ 60 ]        |
| 1927 | Evening Clothes                                              | Luther Reed                             | Adolphe Menjou, Louise Brooks | | [ 61 ]        |
| 1927 | The Fire Fighters                                            | Jacques Jaccard                         | Jack Dougherty, Helen Ferguson | Seriado em dez partes. | [ 62 ]        |
| 1927 | For the Love of Mike                                         | Frank Capra                             | Claudette Colbert | Estreia de Colbert em filmes. | [ 63 ]        |
| 1927 | The Gateway of the Moon                                      | John Griffith Wray                      | Dolores del Rio, Walter Pidgeon | | [ 64 ]        |
| 1927 | Gua ming de fu qi (A Couple in Name Only)                    | Wancang Bu                              | Ruan Lingyu | |               |
| 1927 | Hats Off                                                     | Hal Yates                               | Laurel and Hardy | | [ 65 ]        |
| 1927 | The Heart of the Yukon                                       | W.S. Van Dyke                           | John Bowers, Anne Cornwall, Edward Hearn | Um dos três filmes conhecidos do H.C. Weaver Studios | [ 66 ]        |
| 1927 | Heebee Jeebees                                               | Anthony Mack                            | Our Gang: (Joe Cobb, Allen "Farina" Hoskins, Jay R. Smith, Jackie Condon, Harry Spear, Jean Darling, Bobby "Wheezer" Hutchins, Pete the Pup)                 | | [ 67 ]        |
| 1927 | Heroes of the Wild                                           | Harry S. Webb                           | Jack Hoxie, Josephine Hill | Seriado de western em dez episódios. | [ 68 ]        |
| 1927 | The House Behind the Cedars                                  | Oscar Micheaux                          | Shingzie Howard, Lawrence Chenault, C. D. Griffith | Filme racial que foi banido da Virgínia. | [ 69 ]        |
| 1927 | Husband Hunters                                              | John G. Adolfi                          | Mae Busch, Jean Arthur, Duane Thompson, Mildred Harris | | [ 70 ]        |
| 1927 | London After Midnight                                        | Tod Browning                            | Lon Chaney, Sr., Marceline Day | Chaney atuou como o vilão e o detetive que o caça. Foi reconstruído em 2002 usando imagens e o roteiro original. Última cópia conhecida foi destruída no incêndio da MGM em 1967.                                     | [ 71 ]        |
| 1927 | The Magic Flame                                              | Henry King                              | Ronald Colman, Vilma Bánky | | [ 72 ] [ 73 ] |
| 1927 | The Masked Menace                                            | Arch Heath                              | Larry Kent, Jean Arthur | Filmado em Berlin, Nova Hampshire. | [ 74 ]        |
| 1927 | Melting Millions                                             | Spencer Gordon Bennet                   | Allene Ray, Walter Miller | Seriado em 10 partes. | [ 75 ]        |
| 1927 | Mumsie                                                       | Herbert Wilcox                          | Pauline Frederick, Nelson Keys, Herbert Marshall | | [ 76 ]        |
| 1927 | Now We're in the Air                                         | Frank R. Strayer                        | Wallace Beery, Raymond Hatton, Louise Brooks | | [ 77 ]        |
| 1927 | On Guard                                                     | Arch Heath                              | Cullen Landis, Muriel Kingston | Seriado em dez partes. | [ 78 ]        |
| 1927 | The Potters                                                  | Fred C. Newmeyer                        | W. C. Fields | | [ 79 ]        |
| 1927 | Rolled Stockings                                             | Richard Rosson                          | Louise Brooks | O filme apresenta as estrelas da Paramount Junior e foi filmado em Berkeley, Califórnia. | [ 80 ]        |
| 1927 | The Story of the Flag                                        | Anson Dyer                              | | O primeiro longa metragem animado britânico. Está na lista BFI 75 Most Wanted. | [ 81 ]        |
| 1927 | Sword of Penitence                                           | Yasujirō Ozu                            | Saburō Azuma | Primeiro filme de Ozu como diretor. |               |
| 1927 | Taxi! Taxi!                                                  | Melville W. Brown                       | Edward Everett Horton, Burr McIntosh | | [ 82 ]        |
| 1927 | Tip Toes                                                     | Herbert Wilcox                          | Dorothy Gish, Will Rogers | Está na lista BFI 75 Most Wanted. | [ 83 ]        |
| 1927 | The Trail of the Tiger                                       | Henry MacRae                            | Jack Dougherty, Frances Teague | Seriado em dez partes. | [ 84 ]        |
| 1927 | Two Flaming Youths                                           | John Waters                             | W. C. Fields, Chester Conklin, Mary Brian | | [ 85 ]        |
| 1927 | Yale vs. Harvard                                             | Robert F. McGowan                       | Our Gang: (Joe Cobb, Allen "Farina" Hoskins, Jay R. Smith, Jackie Condon, Harry Spear, Bobby "Wheezer" Hutchins, Jean Darling, Pete the Pup)                 | Um dos primeiros filmes do seriado "Our Gang" e completamente perdido. | [ 86 ]        |
| 1928 | The Awakening                                                | Victor Fleming                          | Vilma Bánky, Walter Byron | | [ 87 ]        |
| 1928 | Baiyun Ta (The White Cloud Pagoda)                           | Zhang Shichuan                          | Ruan Lingyu | |               |
| 1928 | The Big City                                                 | Tod Browning                            | Lon Chaney, Betty Compson | |               |
| 1928 | The Burning of the Red Lotus Temple                          | Zhang Shichuan                          | Die Hu, Jie Tang | Considerado um dos filmes mais longos já feitos, lançado em 19 partes de 1928 até 1931 com um total de horas de duração. Notável por ser o primeiro filme de artes marciais.                                          |               |
| 1928 | The Drag Net                                                 | Josef von Sternberg                     | William Powell, Evelyn Brent | | [ 88 ]        |
| 1928 | Dry Martini                                                  | Harry d'Abbadie d'Arrast                | Mary Astor | | [ 89 ]        |
| 1928 | Edison, Marconi & Co.                                        | Anthony Mack                            | Our Gang: (Bobby "Wheezer" Hutchins, Jay R. Smith, Allen "Farina" Hoskins, Joe Cobb, Harry Spear, Jackie Condon, Pete the Pup)                               | | [ 90 ]        |
| 1928 | The Fleet's In                                               | Malcolm St. Clair                       | Clara Bow, James Hall | Com sequência faladas e efeitos sonoros. | [ 91 ]        |
| 1928 | 4 Devils                                                     | F. W. Murnau                            | Janet Gaynor | Chamado pelo New York Times como um dos dez melhores filmes de 1928. | [ 92 ] [ 93 ] |
| 1928 | Gentlemen Prefer Blondes                                     |                                         | Alice White, Ruth Taylor | A primeira versão da estória de Anita Loos. | [ 94 ]        |
| 1928 | Growing Pains                                                | Anthony Mack, Robert F. McGowan         | Our Gang: Mary Ann Jackson, Bobby "Wheezer" Hutchins, Allen "Farina" Hoskins, Joe Cobb, Jay R. Smith, Harry Spear, Jackie Condon, Jean Darling, Pete the Pup | | [ 95 ]        |
| 1928 | The Hawk's Nest                                              | Benjamin Christensen                    | Milton Sills, Doris Kenyon, Sōjin Kamiyama | | [ 96 ]        |
| 1928 | Ladies of the Mob                                            | William Wellman                         | Clara Bow, Richard Arlen | | [ 97 ]        |
| 1928 | The LAst Moment                                              | Paul Fejos                              | Georgia Hale, Otto Matieson | Filme mudo experimental sem legendas. | [ 20 ] [ 98 ] |
| 1928 | The Legion of the Condemned                                  | William A. Wellman                      | Fay Wray, Gary Cooper | | [ 20 ] [ 99 ] |
| 1928 | Mark of the Frog                                             | Arch Heath                              | Donald Reed Margaret Morris | Seriado em 10 episódios. | [ 100 ]       |
| 1928 | Napoleon's Barber                                            | John Ford                               | Otto Matieson, Natalie Golitzen | | [ 101 ]       |
| 1928 | Pirates of the Pines                                         | J. C. Cook                              | George O'Hara, Rita Roma | Seriado em 10 episódios. | [ 102 ]       |
| 1928 | Scarlet Seas                                                 | John Francis Dillon                     | Richard Barthelmess, Betty Compson | A trilha-sonora e efeitos sonoros gravados em Vitaphone sobreviveram. | [ 64 ]        |
| 1928 | Street of Sin                                                | Mauritz Stiller                         | Emil Jannings, Fay Wray | | [ 103 ]       |
| 1928 | Tarzan the Mighty                                            | Jack Nelson, Ray Taylor                 | Frank Merrill | O sétimo filme de Tarzan produzido. | [ 104 ]       |
| 1928 | Thérèse Raquin                                               | Jacques Feyder                          | Gina Manès, Hans Adalbert Schlettow, Jeanne Marie-Laurent | | [ 105 ]       |
| 1928 | The Vanishing Rider                                          | Ray Taylor                              | William Desmond, Ethlyne Clair | Seriado em 12 partes. | [ 106 ]       |
| 1928 | The Vanishing West                                           | Richard Thorpe                          | Jack Perrin, Eileen Sedgwick | Seriado em 10 partes. | [ 107 ]       |
| 1928 | Vultures of the Sea                                          | Richard Thorpe                          | Johnnie Walker, Shirley Mason | Seriado em 10 partes. | [ 108 ]       |
| 1928 | What Next?                                                   | Walter Forde                            | Walter Forde, Pauline Johnson, Frank Stanmore | | [ 109 ]       |
| 1928 | The Yellow Cameo                                             | Spencer Gordon Bennet                   | Allene Ray, Edward Hearn | | [ 110 ]       |
| 1929 | The Crooked Billet                                           | Adrian Brunel                           | Madeleine Carroll, Carlyle Blackwell, Miles Mander | Na lista BFI 75 Most Wanted. | [ 111 ]       |
| 1929 | The Diamond Master                                           | Jack Nelson                             | Hayden Stevenson, Louise Lorraine | Seriado em 10 partes. | [ 112 ]       |
| 1929 | The Fatal Warning                                            | Richard Thorpe                          | Ralph Graves, Helene Costello | Seriado de mistério em 12 partes lançado pela Mascot Pictures. | [ 113 ]       |
| 1929 | The Fire Detective                                           | Spencer Gordon Bennet, Thomas Storey    | Gladys McConnell, Hugh Allan | Seriado em 10 partes. | [ 114 ]       |
| 1929 | The Holy Terror                                              | Anthony Mack, Robert F. McGowan         | Our Gang: Mary Ann Jackson, Joe Cobb, Allen "Farina" Hoskins, Jean Darling, Bobby "Wheezer" Hutchins, Harry Spear, Pete the Pup                              | | [ 115 ]       |
| 1929 | The Last Post                                                | Dinah Shurey                            | John Longden, Frank Vosper, Cynthia Murtagh | Na lista BFI 75 Most Wanted. | [ 116 ]       |
| 1929 | The Pirate of Panama                                         | Ray Taylor                              | Jay Wilsey, Natalie Kingston | Seriado em 12 partes. | [ 117 ]       |
| 1929 | The Wages of Sin                                             | Oscar Micheaux                          | William A. Clayton, Jr., Bessie Givens | Filme racial com todo elenco composto por atores negros. | [ 118 ]       |